# Prado Ferreira
Prado Ferreira är en kommun i Brasilien.   Den ligger i delstaten Paraná, i den södra delen av landet, 900 km söder om huvudstaden Brasília. Antalet invånare är 3 434.
Trakten runt Prado Ferreira består till största delen av jordbruksmark. Runt Prado Ferreira är det mycket glesbefolkat, med 7 invånare per kvadratkilometer.